# Old Harry Rocks
Old Harry Rocks är klippor i Storbritannien.   De ligger i kommunen Dorset i England, i den södra delen av landet, 160 km sydväst om huvudstaden London.
Närmaste större samhälle är Bournemouth, 9,1 km norr om Old Harry Rocks. 